# Radio 390
Radio 390 was een Engelse zeezender op de middengolf op 773 kHz, 388 m die nog geen twee jaar heeft bestaan.
Ted Allbeury was geroepen om de problemen van KING Radio op te lossen en verzamelde gelden om de meeste KING-eigenaars uit te kopen. Hij kwam voor de dag met een heel ander muziekformaat en mikte op de oudere luisteraar, en dat met groot succes. Het vermogen van de zender was 10 tot 30 kW.
Radio 390 (zo genoemd naar de gebruikte golflengte) zond uit vanaf een voormalig legerfort op Red Sands in de monding van de Theems. Het Red Sands Fort bestond uit 7 torens die onderling verbonden waren met loopbruggen. Het officiële programma startte op 25 september 1965. Door problemen met de gerechtelijke overheden was het station uit de lucht van 18 augustus 1966 tot 31 december 1966. Er waren betwistingen omtrent de ligging van de forten. Bij laag tij zouden ze binnen de territoriale wateren komen te liggen, wat aan de hand van Navy kaarten ook zou bewezen worden. Op 28 juli 1967 sloot Radio 390.